# Вільне (Олександрійський район)
Вільне (до 12.05.2016 р. — Свердловка) — село в Україні, у Світловодській міській громаді Олександрійського району Кіровоградської області. Населення становить 450 осіб. Орган місцевого самоврядування — Світловодська міська рада.

## Населення
Згідно з переписом УРСР 1989 року чисельність наявного населення села становила 537 осіб, з яких 228 чоловіків та 309 жінок.
За переписом населення України 2001 року в селі мешкали 452 особи.

### Мова
Розподіл населення за рідною мовою за даними перепису 2001 року:
| Мова       | Відсоток |
| ---------- | -------- |
| українська | 88,00 %  |
| російська  | 12,00 %  |